# Fábián László (író)
Fábián László (Zsennye, 1940. május 9. –) magyar író, költő, esztéta.

## Tanulmányai
Az ELTE Bölcsészettudományi Kar magyar-orosz szakán szerzett diplomát 1964-ben, ahol szakszemináriumokként hallgatta Hont Ferenc, Benedek Marcell és Füst Milán esztétikai stúdiumait.

## Pályája

### Művészeti vezetőként
Az egyetem elvégzése után a Mafilm dramaturgja lett és egyúttal a Filmtudományi Intézet kutatója. Elsősorban filmesztétikában mélyedt el, és 1964 óta TIT-előadóként is foglalkozott filmesztétikával, mind képzőművészettel a Művészeti Szakosztály keretein belül. 1968-ban hívta meg a Debreceni Egyetem (KLTE), hogy képzőművészeti szakszemináriumot vezessen népművelés szakos hallgatóknak, majd az ELTE Eötvös Kollégiumában adott műfordítói órákat ugyancsak szakszeminárium keretében. Ekkor már főállásban a Csepel Művek Munkásotthonának (művelődési központ) művészeti vezetője volt.
1973-76 között a Népművelési Intézet művészeti főelőadójaként elsődlegesen a képzőművészet, a fotó és a film területét irányította. Ekkor szervezték meg – Bak Imre festőművésszel – az országos kisgaléria-hálózatot; ennek keretein belül alakították – Fajó János festőművésszel – a Józsefvárosi Galéria programját, amely Budapesti Műhely képzőművészeti csoport törekvéseit támogatta. Ugyanebben az időben szervezője és tíz éven át igazgatója volt az esztergomi fotóbiennálénak is, amely a magyar fényképezés korszerű törekvéseit volt hivatva összefogni.
2004-től alapítója és szervezője a Cicelle Aranyháromszög Művészeti és Kulturális Társaságnak, amely Kulturális eseményeket rendez Rum, Rábatöttös és Zsennye térségében.

### Szerkesztőként
1976-tól a Film Színház Muzsika című lap munkatársa, rovatvezetője, olvasószerkesztője, majd főszerkesztő-helyettese lett. S ebben az évben az Iparművészeti Főiskola (ma: MIE) Szilikátipari Főtanszaka is meghívta előadónak, ahol éveken át a szecessziótól napjainkig tekintette át a képzőművészet történetét. Az 1980-as évek legelején szoros kapcsolata alakult ki a Nyugat-Berlinben akkor formálódó Zeitgeist Mozgalommal, a német transzavantgárddal, és számukra rendezett kiállítást a budapesti Fészek Klub galériájában, ahol korábban is számos kiállítás létrehozásában vett részt. 1985-ben az Iparművészeti Főiskola Textil Tanszéke vette át egyetemi adjunktusként, ott tanított szakelméletet és szakesztétikát.
A Film Színház Muzsika megszűnte után 1990-ben a Heti Magyarország főszerkesztő-helyettese lett, majd 1991 végétől 1995 januárjáig az Új Magyarország főszerkesztője. Ezt követően először az Életünk főszerkesztő-helyettese majd igazgató-főszerkesztője lett. A rádió Láttuk, hallottuk című kritikai műsorának úgyszólván kezdeteitől munkatársa volt, ott aktuális képzőművészeti, iparművészeti és építészeti kérdéseket tárgyalt.

### Íróként-költőként, műfordítóként
1963 óta publikál, gyakorlatilag mind az írott, mind az elektronikus sajtóban rendszeresen szerepelt. Rendszeresen nyitott meg kiállításokat itthon és külföldön. Íróként, költőként, műfordítóként ugyancsak számos publikációja, könyve jelent meg, drámáját színház mutatta be, hangjátékát a rádió játszotta. Szépíróként a jelen problémáin túl a történeti elem vonzza; elbeszéléseiben az idő gyakran elveszti szigorú linearitását – irodalomkritikusok a leggyakrabban népi-nemzeti avantgárdként, népi szürrealistaként, illetve prózaepikusként definiálják.

## Díjai, elismerései
- Irodalmi munkásságáról a hollandiai Mikes Kelemen Társaság rendezett vitanapot.[1] Megkapta a társaság kitüntetését is (1984).
- Műfordítói munkásságát a finn állam Kalevala-díjjal ismerte el (1985).
- Újságírói munkásságáért Deák Ferenc-díjat kapott (1995).
- Kimagasló tevékenysége elismeréseként Magyar Arany Érdemkereszt polgári tagozat kitüntetésben részesült (2015).

## Megjelent kötetei
- Hazatérő lovam körmén virágos rét illatát hozza, avagy furcsa görcs a torokban, regény, 1976 ISBN 963 270 208 5
- A paradicsom szörnyű gyermekei, kisregény, 1977;
- Alig hallom a harangszót, elbeszélések, 1978;
- Fajó [János], kismonográfia, 1979;
- Molnár [Sándor], monográfia, 1981;
- Gyarmathy Lívia, kismonográfia, 1982;
- Segesdi György, monográfia, 1982;
- Lux Antal munkáiról (Mozgó Világ, 1982);
- Thanatosz fáklyája, kisregény, 1982;
- Hosszú gyász, novellaszonáta, 1983;
- Az utolsó zsoké, regény, 1986;
- Levéltetvek az akasztófán, komédia, bemutató: Miskolc, 1986;
- Legături. Artişti plastici români din Ungaria. Ştefan Oroian, Ioan Ruja, Stela Santău, Gabriela Mészáros, 1985;
- Itt a bobókat is megölik?, tudományos-fantasztikus regény, 1987;
- Gyöpmester, elbeszélések, 1989;
- A fájdalom embere. Találgatások a halálról, esszék, 1997;
- Gutaházi nyarak, 2001;
- Gutaházi telek, 2002;
- A gond embere, 2002;
- Keresztapám háza, 2002;
- …maradék Édene, 2003;
- 1876 vagy az elrejtett ember – Nagyapám regénye, 2003;
- Démonok után, 2005;
- Henrik király nyughatatlan éjszakái, 2005;
- Lantos Ferenc, 2006
- Majd' minden szó feledésbe merült, 2006
- Sínvarázs, 2006
- ...Gyanánt, 2006 (Mundus Magyar Egyetemi Kiadó)
- Időrés, 2006
- Hazatérő lovam körmén virágos rét illatát hozza, avagy furcsa görcs a torokban (2. kiadás), 2007
- Parasztvakítás, 2007
- Szegény demokrácia, avagy mit esznek a majmok?, 2008
- Az öröm embere, esszékötet, 2008
- Scholz - magánkiadás, interjú
- Loire - Képzőművészeti Kiadó, Szerencsés János fotóival
- Fotográfozásról - Múzsák, tanulmány
- Poszt-modern klasszicizmus - Magyar Építőművészek Szövetsége, szerkesztés
- Haiku-könyv - Lossonczy Tamással
- A rejtett praktikum varázsa; Vas Megyei Tudományos Ismeretterjesztő Egyesület, Szombathely, 2008
- Fábián László–Sipos Endre: Örök virulás; MG Kereskedelmi és Szolgáltató Bt., Szombathely, 2012
- On Returning Home... (fordító: Tim Wilkinson, The Bluecoat Press, Liverpool, 2014)
- Bácsik avagy Ez meg az én falum. Realista stílusgyakorlatok fontolva haladóknak; Kortárs, Bp., 2016 (Kortárs próza)
- Kiált a kő a falból; Szülőföld, Gencsapáti, 2017
- Kárba veszett szerenád. Hekaté bűvöletében; Szülőföld, Gencsapáti, 2018
- Kékliliom, 2019
- Vakfoltok, 2022
- Az irodalom, mint Nagy Életjáték, 2022

### Műfordítások
- Finn költők antológiája, 1973;
- E. Vuorela: A pacsirta lépcsői (Kormos Istvánnal), 1976.